# Microacmaeodera
Microacmaeodera es un género de escarabajos barrenadores metálicos del orden Coleoptera.

## Especies
- Microacmaeodera aruensis (Théry, 1923)
- Microacmaeodera belli (Kerremans, 1893)
- Microacmaeodera cuneiformis Volkovitsh, 2007
- Microacmaeodera grootaerti Holynski, 1995
- Microacmaeodera kubani Volkovitsh y Bellamy, 1995
- Microacmaeodera kucerai Volkovitsh, 2007
- Microacmaeodera longicornis (Cobos, 1966)
- Microacmaeodera macgregori Bellamy y Volkovitsh, 1992
- Microacmaeodera ohmomoi Volkovitsh, 2007
- Microacmaeodera rolciki Volkovitsh, 2007
- Microacmaeodera thailandica Volkovitsh y Bellamy, 1995
- Microacmaeodera wittmeri Volkovitsh, 1986